# Zanclognatha tarsipennalis
Herminie de la vigne-blanche
Espèce
Synonymes
- Herminia tarsipennalis Treitschke, 1835

Zanclognatha tarsipennalis, l’Herminie de la vigne-blanche, est une espèce de lépidoptères (papillons) de la famille des Erebidae (ou des Noctuidae selon les classifications), qui vit en Europe sauf dans l'extrême Sud (Portugal, Grèce).
L'imago a une envergure de 26 à 32 mm. Il vole de mai à septembre suivant les régions en une ou deux générations.
Il vit dans des bois mixtes souvent humides.
Plantes-hôtes : la chenille se nourrit de feuilles sèches de plantes herbacées et d'arbres (chênes, hêtres, saules...).